# Claudio Gorlier
Claudio Gorlier (Perosa Argentina, 31 maggio 1926 – Torino, 4 gennaio 2017) è stato un anglista, traduttore e scrittore italiano.

## Biografia
Nacque a Perosa Argentina nel 1926. Laureatosi all'Università degli Studi di Torino con una tesi su T. S. Eliot, insegnò Letteratura anglosassone all'Università Ca' Foscari Venezia, alla Bocconi di Milano, all'Università degli Studi di Torino e in diversi atenei dei paesi anglofoni.
Iscritto per un breve periodo al PCI, collaborò con l'edizione torinese de L'Unità. Fu amico di Beppe Fenoglio, Primo Levi, Cesare Pavese, Italo Calvino. Compagno di classe di Carlo Fruttero al liceo, gli ispirò il personaggio dell'americanista Felice Bonetto nel romanzo La donna della domenica, scritto in coppia con Franco Lucentini.
Collaborò con La Stampa, Panorama e i programmi culturali della Rai.
Tra le sue opere: L'Universo domestico e Umoristi della frontiera.
Morì a Torino il 4 gennaio del 2017.